# Песнь слона
«Песнь слона» (англ. Elephant Song) — канадский драматический фильм Шарля Бинаме, поставленный по одноимённой пьесе Николаса Биллона. Премьера картины состоялась в рамках Международного кинофестиваля в Торонто. Премьерный показ в России состоялся в Музее Москвы в рамках Международного кинофестиваля «2morrow/Завтра».

## Сюжет
Действие разворачивается в психиатрической больнице в середине 60-х годов XX века. Таинственным образом исчез доктор Лоуренс. Последним, кто его видел, был пациент больницы Майкл Алин (Ксавье Долан). Именно с ним намеревается побеседовать управляющий больницей доктор Грин. Беседа между ними перерастает в сложнейший психологический диалог-борьбу, в процессе которого доктор Грин увидит Майкла через совершенно другую жизненную призму и поймет, в чём причина его нахождения в больнице. В итоге, придя к консенсусу и узнав причину исчезновения доктора Лоуренса, доктор Грин в качестве поощрения угощает Майкла шоколадными конфетами, не зная, что у последнего страшнейшая пищевая аллергия на них. Съев конфеты, пациент умирает, что, как становится ясно, и было главной его целью — целью освободиться от оков психиатрической больницы.

## В ролях
- Ксавье Долан — Майкл Алин
- Брюс Гринвуд — Тоби Грин
- Кэтрин Кинер — мисс Питерсон
- Кэрри-Энн Мосс — Оливия
- Ларри Дэй — сержант Дэйлор
- Ги Надон — доктор Крейг Джонс